# Prschewalski-Gebirge
Das Prschewalski-Gebirge, eigentlich Arkatag (auch Arkha Tagh, chin. A'erge Shan, offizielle Schreibweise Arkatag Shan 阿尓格山, auch 阿尔喀山) genannt, ist ein bis 6973 m hoher Teil des Hochgebirges Kunlun in Tibet und Xinjiang in China.
Das Gebirge, das nördlich entlang der langgestreckten Grenze der chinesischen Autonomen Gebiete Tibet im Süden und Xinjiang im Norden liegt, ist der westliche Hauptteil des Kunlun Shan; der östliche ist das Marco-Polo-Gebirge. Es enthält mit dem Ulugh Muztagh dessen höchsten Berg und stellt einen Teil der nördlichen Abgrenzung des Hochlands von Tibet dar.
Die Bezeichnung Prschewalski-Gebirge ist fast ausschließlich in der Literatur und in Medien der westlichen Hemisphäre gebräuchlich. Das Gebirge wurde nach dem russischen Militär- und Forschungsreisenden Nikolai Prschewalski (1839–1888) benannt.